# خالد بوعلي
خالد بن عبد الله بن عبد الرحمن بوعلي (13 نوفمبر 1966) إعلامي وصحافي سعودي، ورئيس تحرير صحيفة الشرق منذ عام 2013، ومدير عام المؤسسة الشرقية للطباعة والإعلام التي تصدر عنها الصحيفة. وعضو مجلس إدارة هيئة الصحفيين السعوديين.

## التعليم
التحق خالد بوعلي بجامعة الملك فيصل بالأحساء وتخصص في إدارة المشاريع، وحصل على شهادة البكالوريوس عام 1990، كما التحق بعدد من الدورات التدريبية في الصحافة والإعلام، منها دورات صحافية متخصصة في الشركة السعودية للأبحاث والنشر في لندن، والمركز الرئيس في جدة في عام 1991/1992، كما تدرب عمليا في جريدتي الشرق الأوسط والصباحية.

## الحياة العملية
بدأ بوعلي حياته العملية عام 1987 كمراسل لعدد من المطبوعات السعودية والخليجية حتى عام 1989، ثم التحق بالشركة السعودية للأبحاث والنشر عام 1990، وعمل خلالها محررا في جريدة الشرق الأوسط  وصحيفة «الظهيرة» خلال فترة حرب الخليج الثانية، ثم أصبح مسؤولا لتحرير الشرق الأوسط بالمنطقة الشرقية، بعد ذلك انضم للفريق المؤسس لصحيفة الصباحية «الظهيرة» سابقا، كمسؤول للتحرير في المنطقة الشرقية والبحرين، إضافة لإدارته مكتب الشركة في المنطقة الشرقية، ومن ثم انتقل للعمل مع الفريق المؤسس لصحيفة الاقتصادية التي أطلقتها الشركة السعودية للأبحاث والنشر، وفي عام 2003 تولى منصب مدير تحرير الاقتصادية، وعمل إضافة إلى ذلك حتى عام 2007 مديرا لمكتب الشركة السعودية للأبحاث والنشر بالمنطقة الشرقية، كما كلف بإدارة السعودية للعلاقات العامة في المنطقة الشرقية والبحرين وإدارة علاقات العملاء، وفي عام 2007 م انتقل للعمل بالمؤسسة الشرقية للصحافة والإعلام مشرفا ومديرا عاما لمشروع إطلاق صحيفة الشرق، ثم كلف برئاسة التحرير عام 2013، وجمع بين منصبي المدير العام ورئيس التحرير لثلاثة أعوام، كما عمل مستشارا إعلاميا (غير متفرغ) في النيابة العامة في عام 2019.

## أبرز الأعمال
عمل خالد بوعلي على تغطيات صحفية لعدد من الأحداث البارزة مثل تغطية حرب الخليج الثانية لصحيفتي الشرق الأوسط والظهيرة، وتفجيرات الخبر 1996 لصحف الشرق الأوسط والاقتصادية وعرب نيوز، وحرب أميركا في العراق عام 2003 لصحيفة الاقتصادية، والعمليات الإرهابية في المنطقة الشرقية لصحف الاقتصادية والشرق والمجلة.

### المشاركات الإعلامية الخارجية
شارك ضمن الوفد الإعلامي المرافق للملك سلمان بن عبدالعزيز ولولي العهد في الزيارات الرسمية والقمم الدولية والإقليمية لعدد من الدول منها: أستراليا والولايات المتحدة الأمريكية واليابان، والصين، وفرنسا، وروسيا، كما شارك في تغطيات قمة العشرين في أستراليا، والصين، وتركيا، والأرجنتين، واليابان، بالإضافة إلى تغطيات القمم الخليجية والعربية والإسلامية.

### المؤلفات
لخالد بوعلي عدد من المؤلفات منها: الشرقية في قلب الملك، والشرقية في قلب سلطان، رمال من ذهب بجزئيه الأول والثاني، وعبد الله فؤاد.. مشوار التحدي والإصرار، عبد العزيز كانو.. ثروة التجربة.

## العضويات

### حاليا
عضو مجلس إدارة هيئة الصحفيين السعوديين، ومجلس إدارة اتحاد الصحافة الخليجي، والجمعية العمومية لاتحاد الموزعين العرب. ولجنة الاستثمار وتطوير الموارد في هيئة الصحافيين، ومؤسس وعضو جمعية أيتام الشرقية.

### سابقا
عضو اللجنة الإعلامية الاستباقية لقمة العشرين، وعضو المجلس البلدي بالمنطقة الشرقية الدورة الأولى، والمجلس البلدي بالمنطقة الشرقية الدورة الثانية، ولجنة الاستثمار بالمجلس البلدي للمنطقة الشرقية، ومجلس إدارة الشركة الوطنية للتوزيع، واللجنة التنفيذية بالشركة الوطنية للتوزيع، والجمعية السعودية للإعلام والاتصال، عضو مجلس الأعمال السعودي الفرنسي، وعضو مجلس الأعمال السعودي البحريني، وجمعية الإعلان لدول مجلس التعاون الخليجي، اتحاد الموزعين العرب، والرابطة العربية للثقافة والفكر والأدب، والجمعية السعودية الخيرية لرعاية مرضى السرطان، واللجنة الإعلامية لجمعية المعاقين بالمنطقة الشرقية.